# Cava de' Tirreni
Cava de' Tirreni è un comune italiano di 49 546 abitanti della provincia di Salerno in Campania.
Il territorio comunale fa parte dell'area tutelata del parco regionale dei Monti Lattari.

## Geografia fisica

### Territorio
La città di Cava de' Tirreni sorge a ridosso del Mar Tirreno, a 5 km nell'entroterra della costiera amalfitana, rappresentandone in pratica la porta nord. L'abitato centrale si sviluppa a 198 m s.l.m., confina a nord con i comuni di Nocera Superiore, Roccapiemonte e Mercato San Severino, ad est con quelli di Baronissi, Pellezzano e Salerno, a sud con Vietri sul Mare e Maiori, ad ovest con Tramonti. La città funge da cerniera tra l'area geografica dell'Agro nocerino-sarnese (morfologia mista montuosa/pianeggiante ed economia agricola, industriale e turistica) e quella della penisola sorrentina-amalfitana (morfologia montuosa ed economia di tipo turistica).
Sulle colline che circondano il centro della città in ogni direzione sono ubicate molte frazioni, luoghi di residenza per una preponderante parte della popolazione.
Il grado di sismicità del territorio è medio-basso ma risente delle scosse provocate dall'attività del Vesuvio da cui dista circa 40 km. In passato è stata interessata più volte da eventi sismici che hanno avuto il loro epicentro in diverse zone del sud Italia. Il più violento è stato il terremoto dell'Irpinia del 23 novembre 1980.
- Classificazione sismica: zona 3

#### Orografia
La città sorge in una valle chiusa da due gruppi montuosi: ad est prevalentemente basse catene montuose (Monte Caruso, Monte Castello, Monte San Liberatore e Colle Croce), ad ovest i Monti Lattari, di formazione calcarea (Monte Finestra, Monte Sant'Angelo, Monte San Martino e Monte Crocella). La cima più alta è costituita da Monte Finestra (1145 metri).

#### Idrografia
La città è attraversata dal torrente Cavaiola che in territorio agro nocerino-sarnese sfocia nel fiume Sarno.
Sono presenti, inoltre, piccoli torrenti come il Selano e il Bonea, quest'ultimo sfocia nel mare passando per il comune di Vietri sul Mare.

### Clima
Il clima è tipicamente mediterraneo, caratterizzato da inverni miti ed estati calde. Le caratteristiche orografiche del territorio fanno però sì che la città, a causa dei monti che la circondano, sia protetta dai venti, ma sia colpita più frequentemente da piogge rispetto alla vicina costa. Il fenomeno della maggiore piovosità è facilmente riconducibile alla presenza di Monte Castello al centro della città, il quale fa sì che i venti più caldi, incanalandosi dai valichi meridionali, si scontrino a più alte quote con le masse fredde provenienti dallo sbocco dell'entroterra a nord-est.

## Storia
I primi abitatori delle "terre de la Cava", furono i Tirreni, o Etruschi, per cui il 27 agosto 1862 l'amministrazione comunale cambiò il nome della città in Cava de' Tirreni. Ai Tirreni era attribuito da Strabone (Geografia V,4,13) il porto di Marcina, identificato con Vietri che, con Cetara e Fonti, all'epoca facevano parte del territorio comunale. I reperti pre-romani custoditi nel museo della Badia Benedettina sono in realtà pervenuti da altri siti, frutto di collezionismo archeologico degli abati nei secoli passati. Reperti attribuibili alle fasi insediative pre-romane, recuperati da fortuiti ritrovamenti in età moderna citati dagli storici locali, sono andati dispersi. I resti archeologici più antichi di frequentazione del territorio risalgono in ogni caso al IV-III sec. a.C..
Nessuna fonte conforta la tradizionale interpretazione del toponimo altomedievale "Mitilianum" come luogo legato alla Gens Mitilia.
Tuttavia, che il territorio fosse abitato in età romana lo rivelano resti di ville rustiche che furono ritrovate negli antichi villaggi di Vetranto, San Cesareo e Santa Lucia. Altri resti di epoca romana, sepolcreti, colombari furono rinvenuti in diverse zone del territorio al confine dell'insediamento romano di Nuceria Alfaterna, lungo la strada secondaria che da Nuceria portava a Salernum e presso la località di Pregiato, probabilmente attraversata da un asse di viabilità secondaria per Salernum.
Fu abitata dai Longobardi, la cui civiltà è testimoniata da una serie di antiche Torri costruite per il Gioco dei Colombi e per molti toponimi, risalenti ai tre secoli di dominazione longobarda (secoli IX-XI).
Nel 1011 fu fondata l'abbazia della Santissima Trinità.
L'Abate San Pietro I (1079-1123) fondò ed edificò nell'XI secolo a ridosso del Cenobio Benedettino il villaggio di Corpo di Cava, protetto da alte mura e bastioni; in pratica il primo insediamento moderno della città di Cava.
Nel XIV e XV secolo si sviluppò il Borgo Scacciaventi, pregevole esempio di centro commerciale, caratterizzato da una via fiancheggiata da portici e da storici palazzi porticati.
Una strada di una "perfetta regolarità", come scriveva Eduardo Gauthier Du Lys D'Arc nel suo "Voyage de Naples á Amalfi" (Paris 1829).
Il 7 agosto del 1394, il papa Bonifacio IX, con una propria bolla, elevò "le terre de la Cava" alla dignità di città. Nacque allora il toponimo "la Cava", denominazione che solo dopo l'unità d'Italia, a seguito di un referendum cittadino, fu modificata in Cava de' Tirreni.
Nel corso dell'Ottocento la floridezza economica della città fu colpita da una profonda crisi, in quanto la produzione tessile, che fino ad allora era stata uno dei cardini dell'economia cavese, fu messa in ginocchio dall'introduzione delle "macchine" nelle fabbriche impiantate a Salerno. A risollevare la popolazione dalla miseria in cui era caduta fu la coltivazione e la lavorazione del tabacco.
Tra la fine dell'Ottocento e il principio del Novecento Cava, che già nel passato era stata meta di illustri visitatori, vide consolidata la sua fama di centro di villeggiatura, attirando per la bellezza del paesaggio, eternata dal pennello degli artisti della cosiddetta Scuola di Posillipo, e per la salubrità del clima.
Nel 1806, Vietri e Cetara furono staccate dalla città di Cava, che perse il diretto contatto con il mare.
Dalla rivista illustrata Poliorama pittoresco, pubblicata a Napoli nell'anno 1857, il giornalista Ippolito Certain, viene riportata la cronaca del viaggio inaugurale del tratto ferroviario Nocera – Cava de' Tirreni, con data 31.7.1857. La ferrovia era stata richiesta al Re Ferdinando II già nel 1848 per raggiungere più agevolmente Napoli. Lo stesso Re, giunto a Nocera dalla reggia di Quisisana, inauguro' la linea ferroviaria il 1º aprile 1857. La gestione fu affidata alla società Bayard de la Vingtrie, che costruiva e gestiva le strade ferrate e i viaggi riguardavano essenzialmente merci e trasporto di animali.

### Periodo fascista e Sbarco a Salerno

#### Durante il fascismo
Nel 1936, in occasione della guerra di Spagna, con le truppe volontarie fasciste partirono anche i cavesi. Nell'era fascista il sindaco era stato sostituito dal podestà, di nomina prefettizia. Questa carica venne ricoperta anche dal famoso fotografo napoletano Giulio Parisio, residente a Cava de' Tirreni durante il periodo bellico. L'antifascismo aveva i suoi sparuti rappresentanti, impossibilitati a svolgere qualsiasi attività di opposizione. Durante il fascismo Cava non visse momenti tragici. In città non vi erano ebrei, tranne una signora straniera, di nazionalità austriaca, che abiurò passando alla religione cattolica e sposò un professionista cavese.

#### Dopo il fascismo
La sera del 25 luglio del 1943, all'annuncio della caduta del fascismo ci fu un discorso in piazza Duomo tenuto dall'avv. Pietro De Ciccio, antifascista. Le parole di De Ciccio suscitarono stupore ed entusiasmo. La popolazione che sperava nella fine della guerra e di tutte le restrizioni, avevano assaltato la sede di un’organizzazione fascista in piazza Duomo, appiccando il fuoco alle foto del duce e agli arredi. Il prefetto di Salerno nomino commissario al Comune di Cava l'avvocato antifascista Pietro De Ciccio e come subcommissario l'avv. Luigi Mascolo. Il ritorno di Cava alla democrazia fu accolto con curiosità e meraviglia, ma naturalmente il ripristino della democrazia anche a Cava non era una conquista del popolo ma una conseguenza della sconfitta militare e dell'arrivo delle truppe alleate in Italia (campagna d'Italia). Nella città vi era il distretto militare e l'8 settembre 1943, all'annuncio dell'armistizio, la caserma che era situata nella località di San Lorenzo fu occupata da una piccola pattuglia di soldati tedeschi senza incontrare nessuna resistenza. Iniziarono dei saccheggi nella città ad opera dei nazisti che colpirono anche il famoso Pastificio Ferro (ora abbattuto) e tutte le attività commerciali sul borgo. A questi episodi di disordine urbano si aggiunse anche una parte spregiudicata della popolazione stremata dalla fame. Non vi era forza pubblica (carabinieri o vigili urbani) in servizio. L'avv. Pietro De Ciccio si rifugiò presso l'abbazia benedettina insieme a numerosi altri civili mentre l'avv. Luigi Mascolo con qualche cittadino che collaborava cercava di opporsi invano al saccheggio.

#### Arrivo degli Alleati
Con lo sbarco degli alleati a Salerno (operazione Avalanche) alcune camionette raggiunsero piazza San Francesco, salendo per la attuale SS 18, che collega i comuni di Cava de' Tirreni e Vietri sul Mare. I tedeschi in città avevano occupato il distretto militare e la vetta di Monte Castello, da cui cannoneggiavano gli alleati che avevano raggiunto Molina, Dupino e Marini. Entro un paio di settimane i tedeschi si ritirarono e gli alleati occuparono la città. Non vi sono stati episodi di resistenza da parte dei nazisti come nella vicina Scafati, che ebbe i suoi morti nella lotta contro i tedeschi che resistettero durante la ritirata, e non si erano ancora svolte le quattro giornate di Napoli (27-30 settembre 1943). Gli inglesi e gli americani avanzanti si accamparono nella vecchia villa comunale.

### Alluvione del 1954
Il comune fu pesantemente colpito dall'alluvione del 1954, che fece 37 morti e molti feriti nonché danni ingenti alle strutture pubbliche e private, soprattutto nelle frazioni di Alessia, Marini e Arcara.
Successivamente furono ricostruite le scuole elementari di Santa Lucia, Dupino, Marini, San Martino e San Giuseppe al Pozzo.

### Terremoto del 1980
La sera di domenica 23 novembre 1980 anche Cava fu colpita dal terremoto, riportando morti e danni.
Per una prima immediata sistemazione dei cittadini si usarono le aule degli istituti scolastici. I problemi agli edifici apparvero evidenti nella loro gravità solo all'alba del 24 mostrando disastrose crepe. Nel frattempo, durante la notte passata insonne dalla popolazione, si ebbero notizie catastrofiche del crollo del fabbricato di via Alfieri dove due bambini con due nonni furono travolti e sepolti dalle macerie; del crollo di una casa a Santa Lucia con la morte di una anziana; di parte del Palazzo Palumbo sul corso Umberto I, della rovinosa caduta della chiesa di San Francesco, dell'integrale dissesto del Duomo e della basilica pontificia Della Madonna dell'Olmo; del crollo di parte della sede dell'Istituto per anziani di Villa Rende, oltre al dissesto di interi quartieri densamente abitati come via Veneto, viale Marconi, via Biblioteca Avallone e dell'intero centro storico. Questo primo sommario elenco si allungò tragicamente con l'avanzare del giorno, quando pervennero notizie di crolli e di dissesti sia nei centri delle frazioni e sia dei fabbricati rurali e dei casolari sparsi nella intera vallata.
Fin dal 24 novembre del 1980, con personale tecnico volontario, coordinato dall'Ufficio Tecnico comunale, è stata intrapresa una campagna di rilevamento per accertare la reale entità dei danni subiti al comune, le sue frazioni e case rurali. Tale campagna continuò con vero spirito di abnegazione anche in presenza di condizioni atmosferiche particolarmente avverse (autunno inoltrato). Questo impegno profuso dai tecnici ha permesso di avere in soli 10 giorni i seguenti dati relativi a circa il 75% degli immobili presenti sul comune:
- abitazioni inagibili in via definitiva o per le quali è richiesto un lungo periodo di intervento: circa 500
- abitazioni inagibili ma ripristinatili nel giro di alcuni mesi: circa 2600
- abitazioni con agibilità condizionata per le quali la completa agibilità è conseguibile in poche settimane: circa 3750
- agibilità completa attuale: circa 2750

Il rapporto fra le abitazioni rese inagibili dal sisma e quelle esistenti è di 32,29%.

### Simboli
Lo stemma della città è stato concesso con decreto del presidente della Repubblica del 24 dicembre 1965 e modificato con D.P.R. del 10 ottobre 2013.
Il gonfalone è un drappo partito di giallo e di rosso.

## Monumenti e luoghi d'interesse

### Architetture civili

#### Centro storico

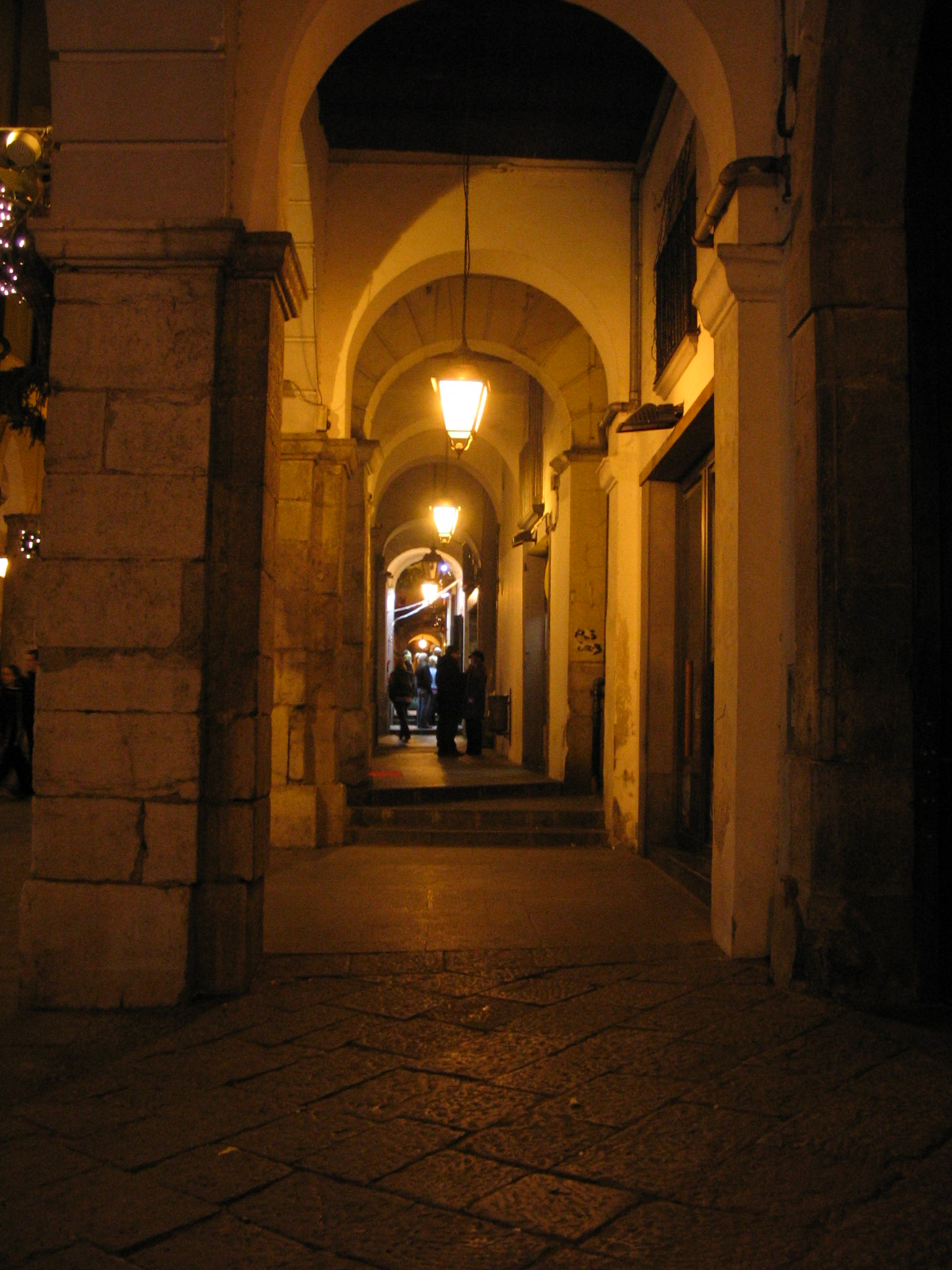
I portici di Borgo Scacciaventi

Il borgo originario, nucleo della città di Cava, è caratterizzato dai portici che si snodano lungo tutto il corso, accompagnando lo shopping cittadino e la vita notturna.

#### Borgo Scacciaventi

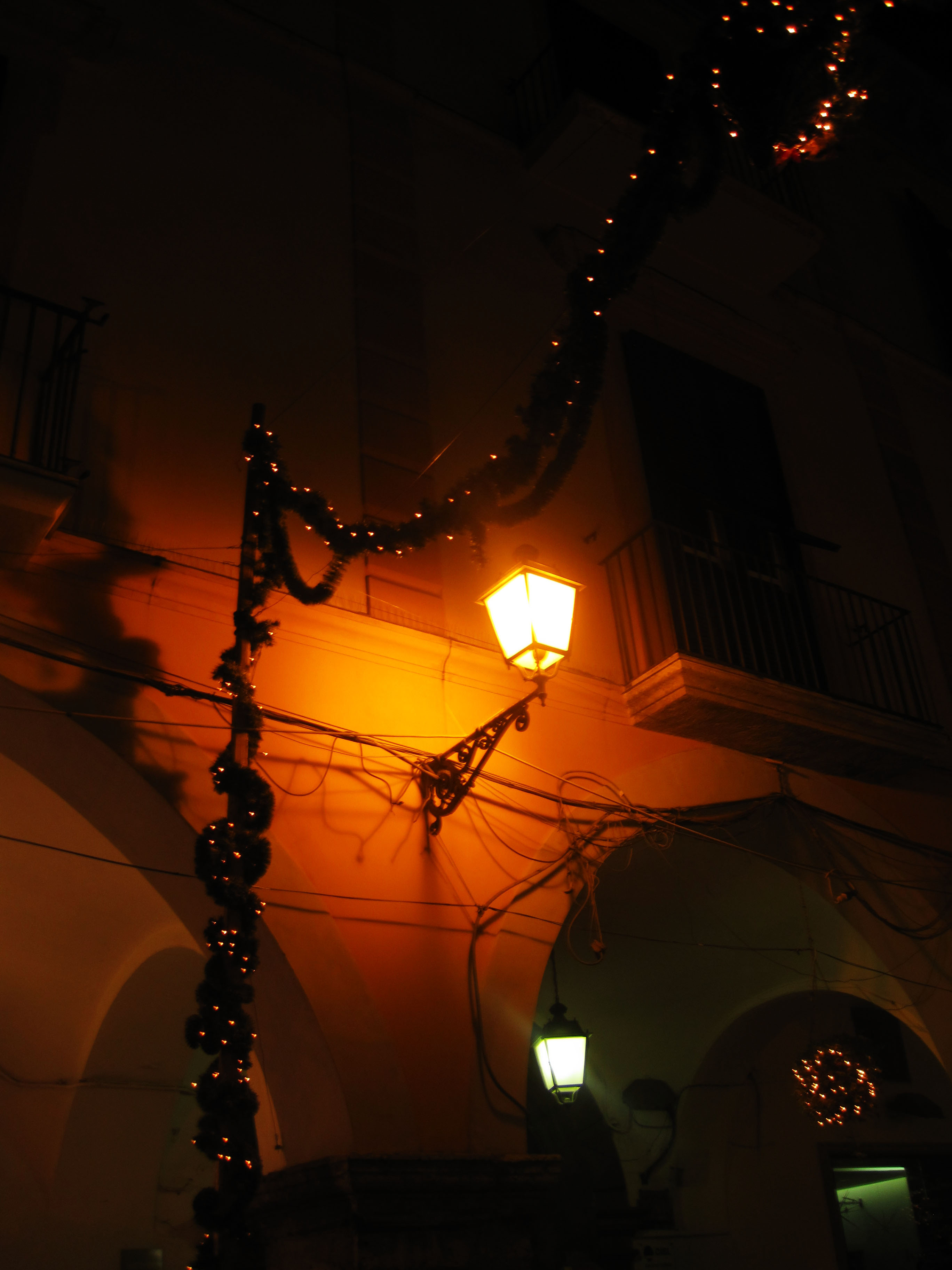
Borgo Scacciaventi

La parte più antica del centro storico, è caratterizzata da residenze storiche quattrocentesche e settecentesche, di architettura barocca, durazzesca e tardocatalana. Il porticato è sede di commercio e di artigianato, e animato di sera da pub, american bar e ristoranti.

#### Palazzo di Città
Il progetto del teatro di Cava fu elaborato dall'architetto Lorenzo Gelanzé poco dopo l'abbattimento del precedente teatro, avvenuto nell'aprile 1860. A causa di stime sbagliate sul costo dell'opera, il costruttore dell'epoca, Andrea Maddaloni di Napoli, bloccò i lavori e, nonostante dal lato giuridico i cavesi avessero ragione, motivi umani e morali militavano a favore dell'appaltatore, il quale aveva già speso il doppio dei 10.822,60 ducati (45.994,90 lire) che sarebbe dovuta costare l'opera. Fu così che la Corte d'Appello di Napoli, al contrario del Tribunale di Salerno, diede ragione al costruttore e, solo dopo anni di immobilità, il 26 ottobre 1875, l'architetto Fausto Niccolini presentò un nuovo progetto con un preventivo di Lire 52.956 ed i lavori furono ultimati il 2 ottobre 1878. La denominazione di "Teatro Municipale" che splendette sul frontone nel giorno dell'inaugurazione, avvenuta nel 1879, fu mutata in "Teatro Giuseppe Verdi" alla morte del grande musicista, nel 1901. Poi le cose peggiorarono: al "Verdi" per vari anni toccò la sorte dello stivale di Giuseppe Giusti, e per poco non divenne bivacco degli squadristi, quando fu concesso al Fascio locale per esercitazioni. Ultima degradazione: il freddo lenzuolo del cinema muto al posto del pittoresco sipario. Dopo alcuni anni esso fu trasformato nella nuova sede del Comune.

#### Villa comunale
La villa adiacente al palazzo di città è un centralissimo luogo di ritrovo e svago per cittadini e turisti. Al centro presenta una fontana con una fauna caratterizzata da pesci rossi e rane, oltre alla presenza di numerosi esemplari di piccioni. Oltre a ciò, nella villa comunale è presente anche un chiosco che svolge il ruolo di bar con i rispettivi tavolini esterni.

#### Piazza San Francesco
La piazza è circondata dalla Chiesa di Maria SS. dell'Olmo e dall'omonimo convento da cui prende il nome. Dall'altro lato, Palazzo Salsano e una lunga cortina di edilizia residenziale la delimitano l'area. Attualmente adibita a parcheggio, è diventata anche area di ritrovo della movida metelliana.

#### Complesso Monumentale di Santa Maria del Rifugio
Situato nella vicina piazza San Francesco, costruito per scopi religiosi e attualmente usufruito per uso civile, è stato più volte danneggiato da terremoti e lasciato in stato di abbandono per diverso tempo, l'edificio ha subito diversi restauri che hanno sempre però rispettato l'aspetto originario. Anche la scelta dei materiali è stata dettata da uno studio degli antichi materiali già presenti nel convento. Il complesso ospita attualmente la galleria comunale d'arte, sala conferenze, l'ostello per la gioventù e la facoltà di architettura dell'Università degli Studi di Napoli Federico II. Il giardino e il chiostro vengono spesso utilizzati per concerti di musica classica e rappresentazioni teatrali.

#### Villa Rende
Il complesso di Villa Rende, sito nella località Pianesi, offre un notevole interesse storico-architettonico. Esso in passato è appartenuto ai marchesi Siciliano di Rende, che trasformarono nel corso del XIX secolo una residenza della famiglia De Juliis, risalente con ogni probabilità al XVIII secolo. L'immobile, attualmente posseduto dal comune, era stato danneggiato dal terremoto del 1980, solo in parte sanati verso la fine degli anni '90. Nel 2007 venne approvato il progetto di ristrutturazione della villa, ma i lavori sono attualmente bloccati. La destinazione dell'immobile a lavori finiti sarà creare una sede per musicisti locali chiamata "La casa della musica".

#### Monte Castello con il Castello di Sant'Auditore

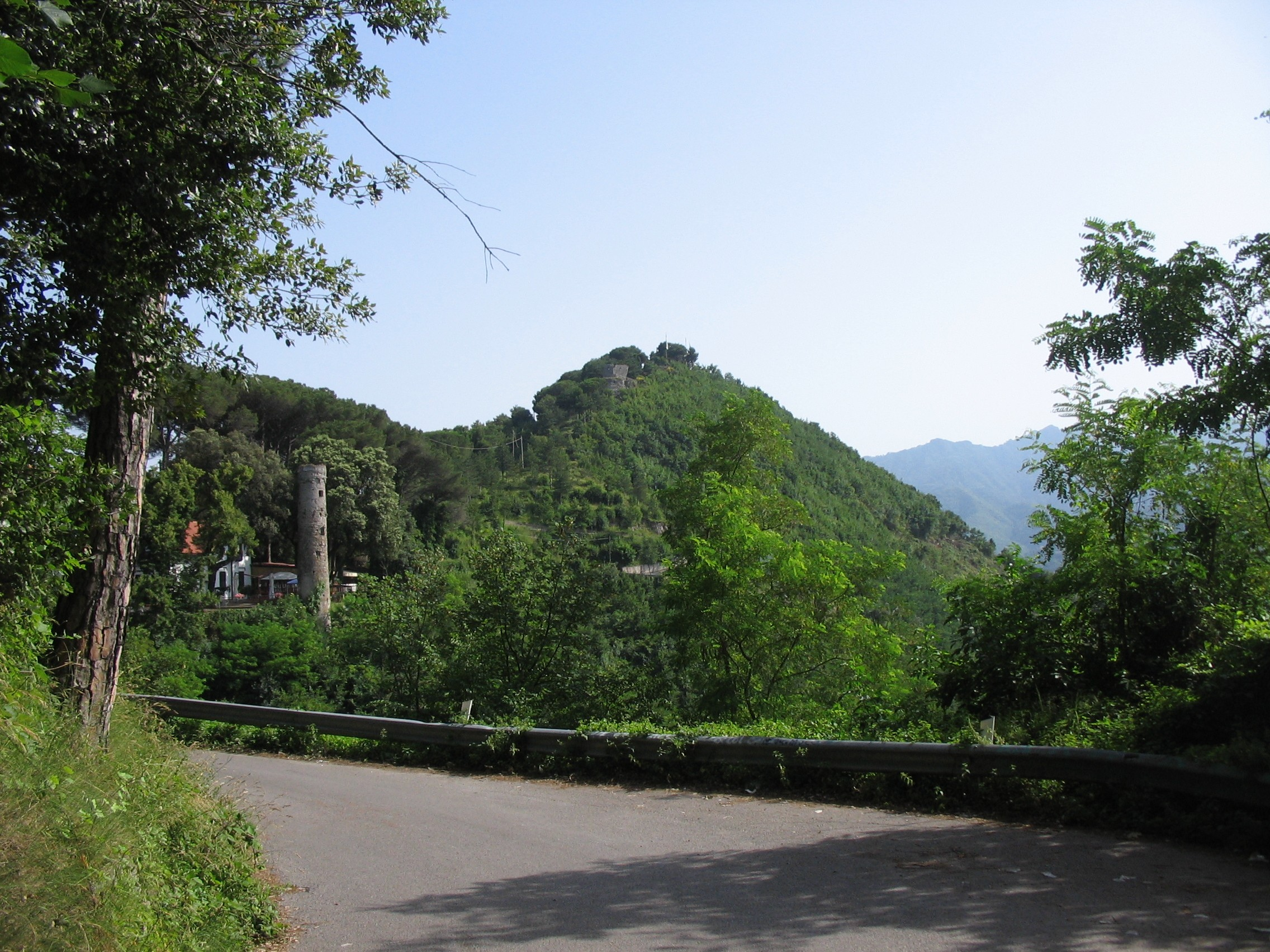
Monte Castello

Monte Castello è una collina (m. 460) che nella parlata popolare ha acquisito il titolo di "monte", raccoglie intorno a sé tutte le frazioni di Cava de’ Tirreni ed è teatro di una delle più celebrate feste cittadine. Incerta rimane la data di costruzione del Castello, ma essa fu anteriore al Mille, essendo menzionato nei noti diplomi di donazioni alla Badia del 1035 e del 1058.
L'importanza strategica della collina su cui sorge il castello, posta a cavallo delle due strade che conducevano a Salerno, non sfuggì ai Principi Longobardi, i quali, perciò, vi edificarono una fortezza, che dovette essere un bell'esemplare di architettura militare nella quale i discendenti di Alboino si distinsero. Per renderla più efficiente, la fecero caposaldo di una serie di torri, terrapieni e mura che, attraversando le località Serra, Borrello e Campitello, si attestava nella località Arco, per dove passava la "via Maggiore". Questo schieramento difensivo fu prima denominato "Castrum Salerno", poi "Castrum Sancti Adiutoris", dal Santo che aveva dato il nome alla plaga circostante. Ma fin dal 1500 prevalse il termine generico di "Castello". Quale importanza acquistasse il caposaldo con le sue propaggini lo prova il fatto che il diploma di Gisulfo I, col quale tutto il territorio della valle metelliana veniva concesso in feudo al Monastero della Santissima Trinità, faceva eccezione per la fortezza di Sant'Adiutore: excepta fortelitia dicti castri. Ovviamente il Principe la volle conservare nella sua dipendenza per la difesa della strada principale che conduceva a Salerno ed anche perché la zona costituiva un'importante posizione militare. Infatti, la rocca fece buona guardia e portò un contributo non indifferente a quel periodo di pace e di sicurezza di cui godette il travagliato Principato di Salerno, in seguito alla Battaglia di Garigliano del 915, con la quale perdettero di virulenza o cessarono le incursioni dei Saraceni. Degna di ricordo è poi la partecipazione valida ed efficace alla guerra combattuta, nel 1527, fra Carlo V e la Lega Papa-Veneziani-Francesi. Quando il Capo della Lega, Valdemont, sbarcato a Salerno, tentò di passare per Cava per andare a Napoli, che era sguarnita di forze essendo assente Carlo V, i cannoni del Castello e i 500 archibugi cavesi impedirono il passaggio. Poi i Cavesi rioccuparono Salerno. Questo aiuto fu ricordato a Carlo V con queste parole: "Cum, anno praeterito 1527, hostes Vestrae Caesareae Maiestatis, navali expeditione Civitatem Salerni, invaserunt, homines et cives ipsi viriliter pugnaverunt, morte et vulneribus multorum, quod fuit causa ne hostes procederent". Il Castello, erroneamente ritenuto caposaldo dell'artiglieria tedesca durante la seconda guerra mondiale, venne raso al suolo dal lancio di bombe da parte di cacciabombardieri anglo-americani. Dal Castello, nell'ottava del Corpus Domini, avviene la secolare Benedizione alla città ed un eccezionale spettacolo pirotecnico con cui si chiudono i festeggiamenti in onore del Santissimo Sacramento in ricordo del Miracolo Eucaristico che, nel 1656, salvò Cava de' Tirreni dalla peste.
Il comune e l'Ente Monte Castello curano e gestiscono l'area del complesso. La vista offerta dal "Monte" va da Monte San Liberatore a sud, Monte Finestra e Monte Sant'Angelo a ovest e il Vesuvio a nord-ovest.

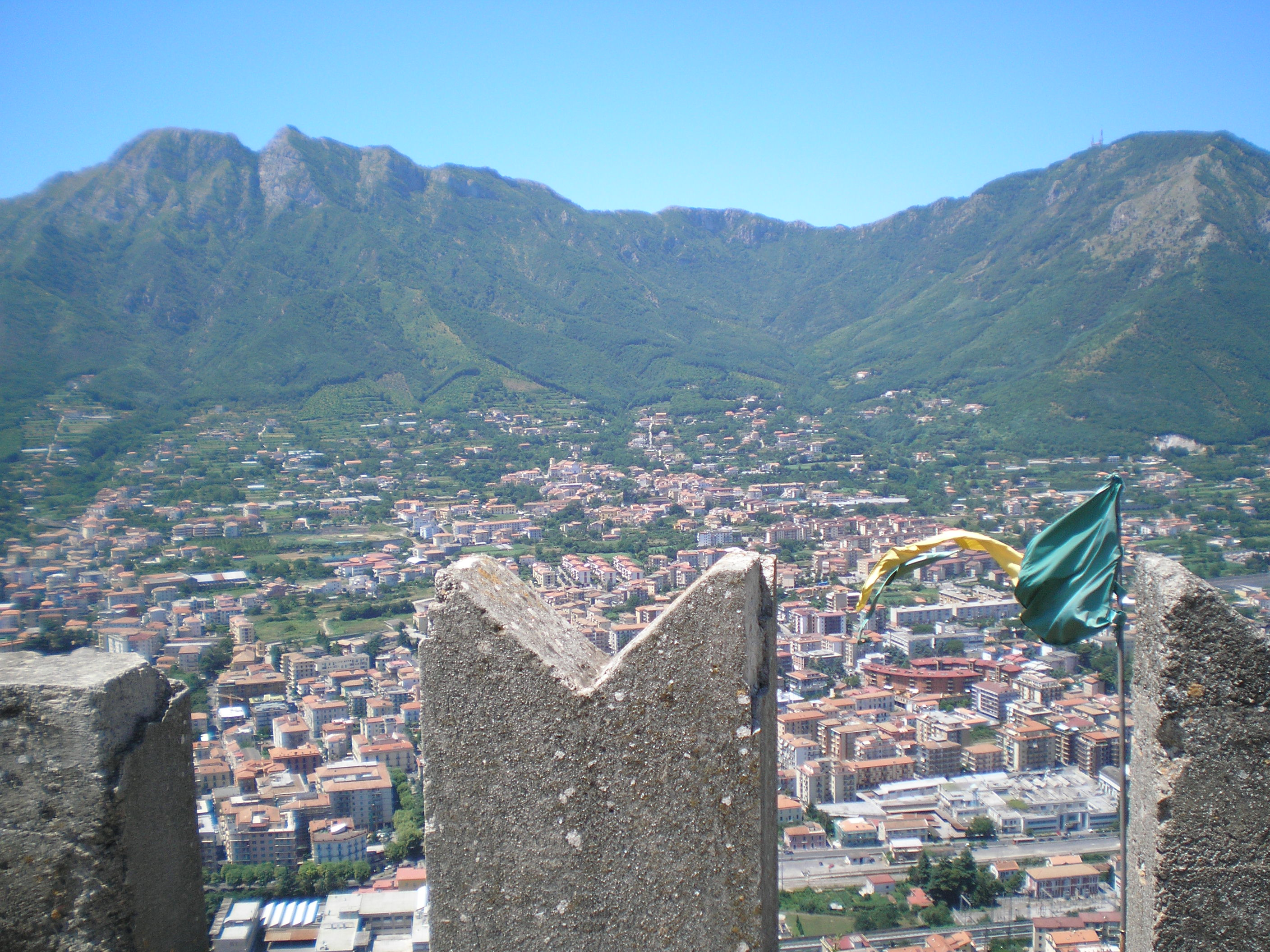
Panorama di Cava dal Monte Castello, da dove nel 1656 fu benedetta la città colpita dalla peste. Sullo sfondo si nota la catena montuosa con Monte Finestra (sinistra) e Monte Sant'Angelo (destra)

### Aree naturali
Cava de' Tirreni è collegata ai villaggi ed ai casali della Valle Metelliana da strade adatte per le escursioni naturalistiche. Nel corso dell'anno vengono organizzate anche passeggiate di gruppo, attraverso la Valle di Monte San Liberatore, Monte Finestra, il piccolo borgo di Croce, l'Annunziata, Santa Maria a Toro, il Castello cittadino, Borrello, Campitello, Sant'Anna, l'eremo di San Martino, le Grotte del Bonea, la Badia, il Sambuco, il santuario di Maria Santissima Avvocata sopra Maiori e la costiera amalfitana.
- Parco naturale Diecimare: in gestione ai comuni di Cava de' Tirreni, Baronissi, Mercato San Severino e precedentemente anche al WWF, si estende per 444 ettari, includendo i rilievi di Monte Caruso, di Forcella della Cava (852 m s.l.m.), parzialmente di Poggio e Monte Cuculo e il Montagnone. Il parco si caratterizza per due distinte aree geologiche: l'area di Monte Caruso (calcari) e quella di Forcella della Cava (dolomie e calcari dolomitici).

### Architetture religiose

#### Duomo
Il duomo di Santa Maria della Visitazione è un monumento religioso situato di fronte alla piazza principale della città. La struttura è separata dalla piazza da una scalinata di 19 gradini. La costruzione del duomo, curata dall'architetto Pignoloso Cafaro, iniziò nel 1517 per essere poi successivamente aperto nel 1571. Gravemente danneggiato dal sisma del 1980, è stato riconsegnato alla cittadinanza negli anni novanta.

#### Chiesa di San Francesco e Sant'Antonio

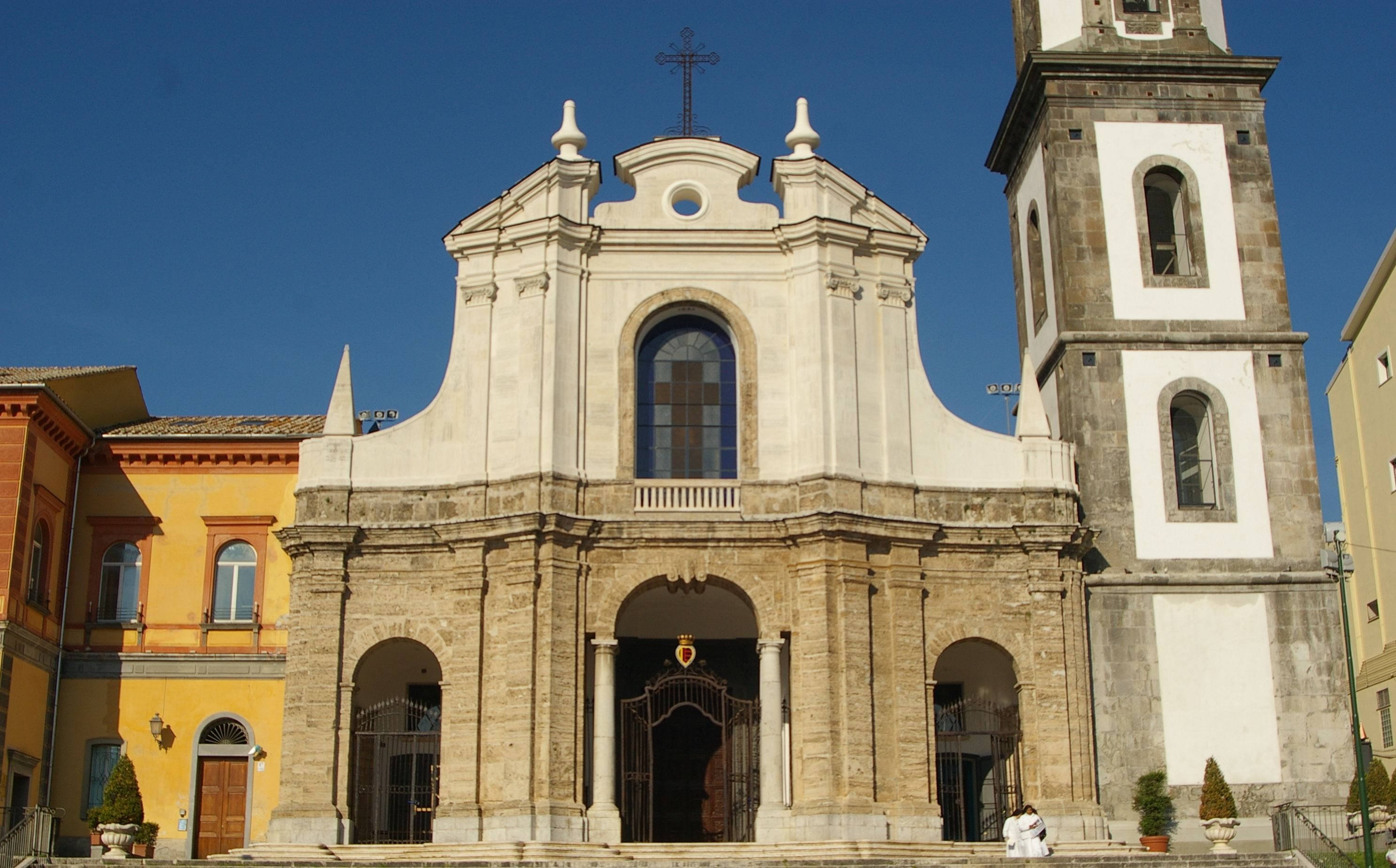
Facciata della chiesa di San Francesco e Sant'Antonio

La chiesa, consacrata nel 1544 e originariamente dedicata a santa Maria di Gesù e successivamente a san Francesco d'Assisi e sant'Antonio di Padova, ha subito più volte danni, causati da vari eventi bellici e naturali. Il terremoto del 1980 l'ha quasi rasa al suolo: si sono preservati la facciata con il campanile del 1571, la zona del transetto e la sacrestia con gli affreschi del Cinquecento attribuiti a Belisario Corenzio. La chiesa è stata consacrata il 14 marzo 2009, con la riapertura al pubblico dell'intero corpo centrale. Nel transetto vi è un altare marmoreo del XVIII secolo; varie opere scultoree cinquecentesche, un coro ligneo del 1534 di Giovan Marino Vitale e un organo Tamburini del 1960. Nella navata si conserva il monumento funebre del 1668 del generale Pietro Carola, sulla facciata principale invece sono presenti il portale e i battenti lignei del 1528, realizzati da Giovan Marino Vitale e Marcantonio Ferrari. L'antico convento cinquecentesco fu requisito dallo Stato italiano nel 1866; il nuovo convento, progettato dall'ingegner Giuseppe Salsano nel 1931, ospita l'allestimento di un presepe con pastori ottocenteschi, opera dello scultore cavese Alfonso Balzico, ed è dotato di ambienti adibiti a biblioteca. Il 15 marzo del 2010 è stato inaugurato il grande incensiere, ancorato al soffitto della navata centrale e azionato da circa dodici persone; viene lanciato ogni tredici del mese e durante le occasioni più importanti.

#### Abbazia della Santissima Trinità

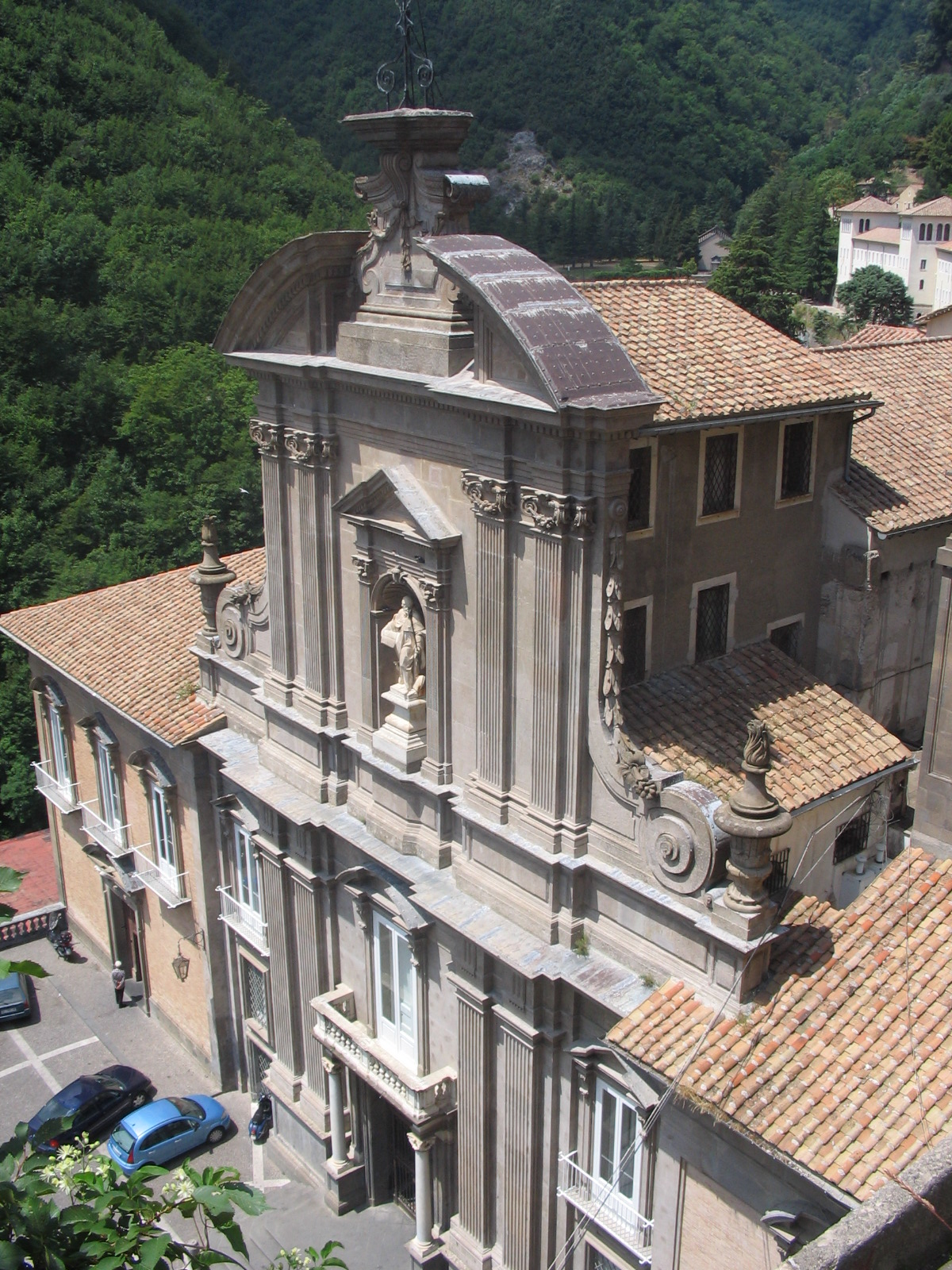
Abbazia Benedettina

L'abbazia fu fondata nel 1011 dal monaco eremita benedettino Alferio Pappacarbone, che fu proclamato santo nel 1893 insieme con gli altri tre primi abati, Leone I, Pietro I e Costabile; la facciata attuale risale alla seconda metà del Settecento. La cupola, il coro e la traversa furono affrescati nell'Ottocento da Vincenzo Morani. Rivestono interesse artistico l'ambone con mosaico del XII secolo; due bassorilievi rinascimentali raffiguranti san Matteo e santa Felicita; l'altare seicentesco in marmi policromi della Cappella del Sacramento; la grotta di Sant'Alferio con l'urna che ne custodisce le reliquie e resti di affreschi parietali del XIV secolo; la sagrestia, cui si accede da un portale rinascimentale, arredata con stigli del Settecento; il chiostro romanico (XIII secolo), ornato da sarcofaghi di epoca romana; la vasta sala adibita a museo; la biblioteca, che custodisce più di 50.000 volumi, con numerosissimi incunaboli ed importantissime edizioni cinquecentine; l'archivio, che contiene preziosi codici e manoscritti, più di 15.000 pergamene e una considerevole quantità di documenti. Il testo integrale dei documenti datati dal 792 al 1065 è pubblicato nei volumi del Codex Diplomaticus Cavensis. Una vasta sala del XII secolo è adibita a museo e custodisce: una Madonna con Santi, tavola senese del XV secolo; un cofanetto d'avorio dell'XI secolo; un polittico di scuola raffaellesca, attribuito ad Andrea Sabatini; tele di pittori caravaggeschi; numerosi reperti archeologici; una collezione di monete, completa ed ordinata delle zecche longobarde e normanne di Salerno; maioliche abruzzesi e vietresi; codici miniati.

#### San Pietro
La chiesa, dedicata agli apostoli Pietro e Paolo, detta comunemente di San Pietro a Siepi, risale all'XI secolo ed è tra le più importanti e meglio conservate. Rifatta nel Settecento, presenta nella facciata lineare un portale del 1710 con affreschi laterali. All'interno si ammira un soffitto a cassettoni, risalente al XVIII secolo, e, nella cappella a destra dell'altare maggiore, un Crocifisso datato 1689, realizzato dallo scultore Giacomo Colombo. Nelle cappelle laterali si notano alcune sculture e vari stemmi gentilizi; nella sacrestia si conservano bassorilievi in marmo di pregevole fattura, opera, nel XVI secolo, dello scultore cavese Ambrogio della Monica; nelle stanze attigue un museo contiene opere di grande pregio.

#### Santa Maria del Quadruviale
Chiamata così perché situata nei pressi di un quadrivio. La cinquecentesca facciata e il campanile a sei ordini con il cupolino ricoperto di maiolica, arricchito di elementi scultorei, rappresentano un valido esempio di quell'architettura rinascimentale, opera dei noti mastri muratori de "La Cava". Edificata intorno al 1383, prese la forma definitiva alla fine del Cinquecento. Attiguo è l'oratorio dell'omonima congregazione, con stalli lignei e soffitto finemente dipinto. Nei locali sottostanti vi era anche un ospizio per i pellegrini, poiché nei pressi passava l'importante Via Maggiore; si possono ripercorrere tratti di quell'antica strada, per raggiungere da qui Salerno valicando i monti.

#### Santa Maria Assunta e anime del Purgatorio
La Chiesa di Santa Maria Assunta e delle anime del Purgatorio è sede della confraternita omonima. La chiesa, situata vicino all'antico oratorio, rispetto ad esso è di maggiore grandezza, e l'atto della sua fondazione risale al 1749, mentre i lavori di costruzione furono avviati nel 1752. Furono incaricati gli architetti Felice e Domenico Cafaro, quest'ultimo anche come stuccatore e decoratore.
Esempio di architettura barocca, conserva all'interno l'altare maggiore in marmo intarsiato e una balaustra mistilinea.

#### Basilica di Santa Maria dell'Olmo
L'origine del culto alla Vergine risale all'XI secolo, quando fu ritrovato da alcuni pastori, un quadro impigliato tra i rami di un frondoso olmo (da cui il titolo Madonna dell'Olmo). Trasportato nella chiesa di San Cesareo, o di Vetranto secondo alcuni, il quadro miracolosamente sarebbe ritornato sul luogo del ritrovamento. La prima data storica del Santuario risale al 1482 quando san Francesco da Paola pose la prima pietra del Santuario.
Fu officiato fino al XIX secolo dai Padri minimi, successivamente dai Padri dell'Oratorio di San Filippo Neri.
Dal 1672 la Madonna dell'Olmo è dichiarata Patrona della Città e precisamente dalle Delibere comunali si apprende che il 21 maggio 1672, su proposta del sindaco Fulvio Atenolfi, il Governo della Città stabilì di prendere “per particolare Protettrice la Gloriosa Vergine Madre di Dio sotto il titolo di Santa Maria dell'Olmo”; dal 1931 il Santuario è dichiarato Basilica Minore.
La Chiesa è ad una sola navata con piccole cappelle laterali. Il soffitto è interamente dipinto con quadri raffiguranti episodi della vita di San Francesco di Paola (del pittore Michele Ragolia – XVII secolo). La cupola che sovrasta l'altare maggiore è decorata da affreschi. Notevole anche una statua dell'Immacolata sull'ultimo altare a sinistra presso la sacrestia (1594 – opera del Naccherino).
L'altare, dedicato al Sacro Cuore, anticamente racchiudeva il quadro della Madonna venerata sull'altare maggiore. Questo, inaugurato nel 1924, è abbellito da quattro statue di Francesco Jerace raffiguranti S. Adiutore, S. Alferio, S. Francesco di Paola e S. Filippo Neri ai piedi di un olmo di bronzo nel cui fogliame è incastonato il quadro della Vergine. Notevole il pulpito marmoreo di A. Balzico che poggia su un leone e un toro simboli evangelici.
Nel penultimo altare a destra è conservato il corpo del Servo di Dio Padre Giulio Castelli, che nel 1896 fondò la congregazione dell'oratorio di S. Filippo Neri a Cava de' Tirreni, di cui è in corso il processo di beatificazione. La Basilica è dotata di un organo che è stato restaurato.
Adiacente alla basilica si trova il convento già dei Minimi, con il chiostro cinquecentesco (1582), dove durante l'anno si tengono concerti. Il complesso è Casa dei Padri dell'Oratorio, ospita attività giovanili e parrocchiali ed è sede di una biblioteca.
La festa solenne viene celebrata l'8 settembre, giorno della Natività di Maria, fin dal 1581 (decreto di mons. Alemagna de Cardona).
Nel luglio del 1931 papa Pio XI ha elevato la basilica alla dignità di basilica minore

#### Chiesa di San Rocco
La chiesa di San Rocco insieme al Duomo sono gli unici monumenti religiosi ad affacciarsi sul corso. Fu costruita per volontà dell'Amministrazione Comunale di Cava l'11 agosto 1526 in occasione di una pestilenza. Fu eretta nel 1528 e venne dedicata alla Madonna di Costantinopoli, ai santi Rocco e Sebastiano. Sulla porta fu murata una lapide con questo distico commemorativo: “Proxima dum diri expellis contagia morbi Roche tuas aedes instruit alma Cava”. Fu restaurata una prima volta nel 1610 a spese dei fedeli.

## Società

### Evoluzione demografica
Abitanti censiti

### Etnie e minoranze straniere
Al 31 dicembre 2024 a Cava de' Tirreni risultano residenti 1.051 cittadini stranieri, pari al 2,02% della popolazione residente. Le nazionalità più numerose sono:

### Religione
La maggioranza della popolazione è di religione cristiana di rito cattolico suddivisa in a 23 parrocchie di cui 20 appartenenti all'Arcidiocesi di Amalfi-Cava de' Tirreni e 3 appartenenti alla diocesi dell'Abbazia territoriale della Santissima Trinità di Cava de' Tirreni.
L'altra confessione cristiana presente è quella evangelica con due comunità:
- Chiesa Evangelica Pentecostale CCEVAS[17]
- Chiesa Evangelica Pentecostale ADI[18]

Presenti in gran numero anche i Testimoni di Geova.

### Tradizioni e folclore

#### Festeggiamenti in onore del Santissimo Sacramento (Festa di Montecastello)
Una delle più importanti manifestazioni religiose e folcloristiche della città di Cava de' Tirreni, sono i festeggiamenti in onore del Santissimo Sacramento, detti "Festa di Montecastello".
Essa ha luogo ogni anno dal 1656, anno in cui la città e la popolazione cavese furono devastate da una cruenta pestilenza.
La storia tramanda che il parroco don Angelo Franco della frazione Santissima Annunziata, nell'ottava della Solennità del Corpus Domini, organizzò con i fedeli una processione, portando il Santissimo Sacramento dalla chiesa fin sul Monte Castello; dalla collina che sovrasta la vallata metelliana, fu invocata la benedizione di Dio sulla città e sui cavesi dai quattro lati del castello di Sant'Adjuotore.
L'epidemia finì, ed i cavesi in segno di gratitudine per la grazia ricevuta rinnovano ogni anno, da secoli, il rito della processione.
Accanto all'aspetto religioso, nel corso degli ultimi anni, la festa si è arricchita di altri riferimenti storici e folkloristici, come la rievocazione storica della tragica pestilenza con una rappresentazione in costumi d'epoca, ed il corteo storico lungo le strade cittadine dei gruppi pistonieri e sbandieratori, con la benedizione sul sagrato del Duomo.
Uno dei principali simboli della Festa di Montecastello è infatti costituito dal pistone: un'arma del XVI secolo, conosciuta anche come archibugio. L'arma, nei secoli, ha perso la sua identità come strumento di guerra diventando invece strumento di "gioia": i cavesi sono soliti esplodere colpi a salve dal Monte Castello per celebrare la festa e la cessazione della pestilenza. Anche i gruppi di sbandieratori; ce ne sono 7 gruppi: Sbandieratori del corteo storico dell'Ente Montecastello; Sbandieratori Cavensi-Città di Cava de'Tirreni, Sbandieratori Città Regia; Giovani Sbandieratori dell'Università della Cava, Sbandieratori Torri Metelliane; Sbandieratori Borgo San Nicolò e Sbandieratori Città De La Cava, loro con le loro divise d'epoca ed i giochi di bandiera rallegrano le giornate della festa.
Le celebrazioni sono concluse ogni anno con uno spettacolo pirotecnico dal Monte Castello, tanto caro ai cavesi da far accrescere il valore di una casa per il solo fatto di avere la giusta esposizione verso il Monte.
Non ultimo, l'aspetto della tradizione culinaria, con alcuni piatti tipici che le famiglie cavesi sono solite consumare durante la festa: milza, soppressata, melanzane con la cioccolata, pastiera di maccheroni (la frittata di pasta napoletana), accompagnati da vino di produzione locale.

#### Disfida dei Trombonieri
Ogni anno ai primi di luglio viene ricordato, con una manifestazione folkloristica in costume d'epoca, un evento storico che vide coinvolta l'intera città per la difesa della propria libertà demaniale: la battaglia di Sarno.
Il 7 luglio 1460 Ferrante I d'Aragona, che all'epoca regnava sui territori di Napoli, nel corso di una battaglia in località Foce (nei pressi di Sarno), per un'errata manovra fu accerchiato dagli Angioini. Il re aragonese fu salvato dall'intervento di genti d'arme, "provisionati" e "coscritti", della Città della Cava, capeggiati dai Capitani Giosuè e Marino Longo: i cavesi, giunti a Foce di Sarno, discesero dal monte ed attaccarono gli Angioini che, sorpresi e non potendo determinare l'entità dell'attacco, furono costretti ad arretrare, concedendo a re Ferrante la possibilità di aprirsi una via di fuga verso Nola e quindi Napoli.
Il 4 settembre 1460 il sindaco della città, Onofrio Scannapieco, chiamato dal re Ferrante alla corte di Napoli, ebbe in dono, in segno di gratitudine, una pergamena in bianco: con essa l'Università de la Cava avrebbe potuto richiedere al sovrano ogni genere di concessione. Poiché nulla venne richiesto, il 22 settembre 1460 il Re, "motu proprio", concesse alla città il titolo di Città fedelissima e allo popolo cavajuolo cospicue guarentigie, quale l'esenzione dal pagamento, in tutto il reame, di ogni tipo di gabella, sia nel vendere che nell'acquistare, oltre il pregio di integrare con le armi Aragonesi (due pali rossi in campo giallo) lo stemma della città e la sovrapposizionne allo stesso della corona regale. La pergamena bianca, rimasta immacolata, tale si conserva negli archivi del Palazzo di Città di Cava de' Tirreni.
La rievocazione prevede che gli 8 gruppi di trombonieri, divisi nei 4 distretti della città, si sfidino con batterie di spari di pistoni (meglio conosciuti come tromboni, archibugi dalla canna più corta e svasata all'estremità in modo da somigliare ad una tromba) in quella che viene denominata "La Disfida dei Trombonieri".
I trombonieri sfilano, nelle loro imponenti uniformi, in un corteo che si snoda per il centro storico della città, accompagnati dagli abilissimi sbandieratori (tra i più noti ed esperti del mondo), per poi raggiungere il campo di gara: lo stadio "Simonetta Lamberti". Qui i concorrenti si cimentano, un gruppo alla volta, in batterie di sparo davanti ad una giuria di esperti che valuta la velocità di caricamento, la precisione e lo stile dei concorrenti, secondo un rigoroso e dettagliato regolamento. Alla fine della Disfida vengono consegnati i premi "Città Fedelissima" e, soprattutto, la leggendaria Pergamena Bianca, che il Casale vincente conserverà fino all'edizione successiva.

### Ospedale
La città è servita dall'ospedale "Santa Maria Incoronata dell'Olmo" che è situato nei pressi del ponte San Francesco, sulla SS18. A seguito della legge 12/2/1968 fu approvata la prima riforma ospedaliera in Italia, e il nosocomio di Cava venne riconosciuto come Ente ospedaliero, il cui Consiglio di Amministrazione era formato da sei membri. Questi organismi sono scomparsi con la riforma del 1995 e con l’istituzione dell’Azienda sanitaria locale, gestita dal solo direttore generale, nominato dalla giunta regionale. Nel corso degli eventi bellici del 1943 l’ospedale fu gravemente danneggiato dai bombardamenti anglo-americani, durante lo sbarco a Salerno. Dal 1943 fino al 1955 l’avv. Paolo Santacroce tenne la carica di presidente del Consiglio di Amministrazione e curò la ricostruzione della struttura. Dal 1946 il complesso riprese la sua piena attività, con i servizi di pronto soccorso, chirurgia, urologia, pediatria, radiologia e gli ambulatori di oculistica, dermatologia e cardiologia e venne attivato anche un centro per analisi. Attualmente la struttura ha ricevuto diversi tagli e molti reparti si sono ridotti/scomparsi, tra cui il reparto di Rianimazione e Ginecologia

## Cultura

### Festa Medievale
Si svolge su tutto il territorio della Badia di Cava de' Tirreni, ovvero il “Corpo di Cava”. In questa festa vi sono attività e rievocazioni a tema medievale.

### Le farse cavaiole
Nel periodo medievale, in particolare a Capodanno, i cavajoli (cavesi) erano soliti girovagare per i borghi vicini allietando le popolazioni con recitazioni, filastrocche e rime dialettali (le farse cavajole, teatro satirico), traendone danaro e cibo. Nel secolo XV, durante il periodo aragonese, quando i cavesi furono partecipi della vita sociale, politica ed economica della capitale del regno e furono chiamati a coprire alti uffizi del potere centrale, il teatro dialettale cavese fu esportato fino a Napoli. Successivamente, il teatro dialettale e le farse cavajole dalla capitale del Regno si propagarono in tutta Italia, varcando anche i confini al di là delle Alpi.
Fu una grande stagione del teatro comico cinquecentesco sia sul versante della farsa in dialetto che su quello della commedia letteraria in cui si distinse l'autore teatrale Pier Antonio Caracciolo (Napoli secoli XV-XVI).
Ma i cavajoli, per la loro intraprendenza e per i privilegi goduti, scaturiti dalla fedeltà alla corona aragonese, e per gli antichi contrasti campanilistici con la vicina Salerno, si procurarono molti nemici. E anche la satira fu utilizzata dai nemici della città per denigrare i cavajoli. Le antiche farse cavajole, che non avevano un testo prestabilito e le cui battute venivano trasmesse per tradizione orale da generazione in generazione, con il passare degli anni, nella tradizione popolare, furono manipolate ed utilizzate proprio contro i cittadini della Cava presi di mira e beffeggiati.
La più antica è la Ricevuta dell'Imperatore, di autore anonimo, che si riferisce burlescamente all'accoglienza cavese di Carlo V, di ritorno da Tunisi nel 1535. Essa, pur anonima, è ascritta da alcuni a Vincenzo Braca.
Le altre conosciute sono opera del medico salernitano Vincenzo Braca: come la Farza de lo Mastro de scola e la Farza de la maestra (in endecasillabi con rimalmezzo). Si tratta di un genere incentrato sull'archetipo farsesco dei cavaiuolo, ovvero un ignorante e stolto villico cavese, immaginato dai cittadini salernitani, con la rozzezza del dialetto, nei suoi tratti più grossolani e caricaturali, personaggi «non privi però di una loro accattivante vitalità teatrale». Si tratta come viene delineato, ad esempio, nella Farza de lo Mastro de scola e nella Farza de la Maestra di Vincenzo Braca, in cui il carattere del cavaiolo assurge alla rappresentatività del tipico «popolano sciocco».

### Votacannuole
I cittadini della Cava ricevettero il 22 settembre 1460 dal re Ferdinando I il privilegio di essere esentati, in tutto il regno di Napoli, da ogni peso di dogana e gabelle, da collette e pesi fiscali. I commercianti cavesi ogni volta che dovevano avvalersi del privilegio ricevuto voltavano ovvero aprivano il loro "cannuolo", ovvero l'astuccio dove tenevano il documento arrotolato che li identificava come cittadini della Cava, per questo fatto i cavesi sono anche detti votacannuole ("voltacannolo").

### Biblioteche
- Biblioteca comunale Canonico A. Avallone - viale Guglielmo Marconi, 54
- Biblioteca Monumento Nazionale Badia di Cava - via Morcaldi, 2 (Corpo di Cava)
- Biblioteca Convento San Francesco e Sant' Antonio - Piazza San Francesco 1

### Musei
- Museo della Badia Benedettina della SS. Trinità di Cava - via Morcaldi, 6 (Corpo di Cava)
- Museo della chiesa di Santa Maria del Quadruviale - via Quadruviale, 1 (fraz. San Pietro)
- Museo della chiesa di San Pietro a Siepi - Largo Mons. Genovese (fraz. San Pietro)
- Museo di Arti e Mestieri di Santa Lucia - fraz. Santa Lucia
- Presepe Monumentale San Francesco e Sant' Antonio dell'omonimo convento - Piazza San Francesco 1

### Arte
- Galleria Civica di Cava de' Tirreni - Complesso Monumentale di Santa Maria del Rifugio - piazza San Francesco
- Sala Espositiva Comunale - corso Umberto I, 167
- Foyer della Sala Teatro Comunale - corso Umberto I, 153
- Complesso Monumentale, Palazzo San Giovanni - corso Umberto I, 167

### Cucina
Quella di Cava è la tipica cucina mediterranea: antipasti "di mare" in virtù della vicinanza alla costiera amalfitana (retaggio di quando la città si estendeva fino al mare con i suoi casali di Vietri e Cetara divenuti poi, nel XIX secolo, comuni autonomi), primi piatti e stuzzicanti pietanze spesso rese piccanti dal peperoncino (u' pupàine), il tutto innaffiato dai robusti vini locali.
Tra le raffinatezze tipiche c'è la pastiera di maccheroni, che può essere rustica o dolce.
- Gli ingredienti della pastiera rustica sono: spaghetti, uova frullate, formaggio, mozzarella di bufala e salame.
- Gli ingredienti della pastiera dolce, invece sono: spaghetti, uova frullate, zucchero, cannella, latte e frutta candita.

Le melanzane alla cioccolata sono un'altra ricetta tipica, che si preparano indorando e friggendo fettine di melanzane, già ricoperte di formaggio e farina.
Altro piatto cavese con lo stesso ingrediente principale è la parmigiana di melanzane, guarnita di mozzarella di bufala, pane raffermo, uova, basilico e aglio, il tutto disposto a strati, infornato e tagliato a fette a mo' di torta.
Piatto tipico che si prepara in occasione delle varie sagre e manifestazioni estive ed autunnali fra cui la Festa di Montecastello è invece il Pan e mév'z, vale a dire il pane con fette di milza bovina precedentemente cotta in aceto e farcita con abbondanti menta e peperoncino.
I dolci tradizionali che pur essendo simili a quelli della cucina napoletana, si distinguono per la diversità di alcuni ingredienti utilizzati e/o per la diversa preparazione e manifattura, sono:
- Nel periodo delle festività natalizie si usa preparare gli struffoli e le zeppole cotte.
  - gli struffoli sono un impasto di farina ridotto in tante piccolissime palline fritte in olio bollente e poi arricchite da canditi tagliati a pezzettini. Il tutto è poi rivestito da miele e confettini (cannellini) variopinti.
  - le zeppole cotte: l'impasto si ottiene da farina bollita e mescolata per qualche minuto in acqua con arancia, limone, vino, olio, zucchero, sale. Si adagia poi il composto così ottenuto su un piano per farlo raffreddare. Ritagliato in forme di fiocchi viene poi fritto in olio e poi condito con miele e zucchero.
- A Carnevale è tradizione preparare le chiacchiere, una sfoglia di farina molto sottile ritagliata in diverse forme con la rotella e poi fritte in olio bollente per pochi minuti. Le striscioline ottenute, vengono cosparse di zucchero a velo prima di essere servite.
- Per Pasqua si è soliti invece servire in tavola a fine pasto la "pizza di grano" molto simile alla pastiera napoletana, da cui differisce per le diverse quantità e qualità di spezie e per gli aromi utilizzati durante la preparazione. Il dolce casalingo è confezionato con chicchi di grano cotti, latte, limone, scorza di cedro candita, ricotta dolce, buccia d'arancia: gli ingredienti vengono amalgamati bene e poi versati in una teglia; al momento d'infornare si ricopre la torta con strisce di sfoglia disposte a rete.

Alcune pietanze tipiche che appartengono alle tradizioni culinarie della città, in particolare la milza, le frittelle, le pastiere e le torte, sono per molti versi simili a quelle descritte nel suo ricettario, dal maestro Martino de' Rubeis (XV secolo) cuoco del cardinale Ludovico Scarampi Mezzarota che fu vescovo della Città de' La Cava dal 1444 al 1465.

### Eventi
- Cavacon Comics & Games: è una manifestazione che si tiene annualmente dal 2010 nella locale Mediateca Marte e in alcune occasioni anche nell'Area Mercatale. Si tratta di una fiera dedicata alla cultura Nerd in cui vengono organizzate mostre di fumetti, concerti, la tradizionale "Gara Cosplay" (solitamente nell'ultimo giorno di fiera) e vede la partecipazione di diverse associazioni no profit che realizzano aree tematiche all'interno della manifestazione dove intrattengono i visitatori. Tra gli ospiti musicali, la manifestazione ha organizzato un concerto della band giapponese Versailles nel 2011[25]. In alcuni anni la fiera si svolge a Gennaio (Winter Edition) in concomitanza con l'Epifania e la notte bianca mentre in altri a Giugno (Summer Edition) ma in alcuni anni si sono svolte entrambe le edizioni. Nel 2020 non si è tenuta a causa delle restrizioni messe in atto dal governo italiano per arginare la Pandemia di COVID-19 in Italia. Attualmente l'evento annuale è sospeso.

## Geografia antropica

### Urbanistica
Il centro della vallata ospita il nucleo urbano principale. Qui troviamo l'antico Borgo Scacciaventi, che in epoca rinascimentale rappresentò il cuore religioso, politico, amministrativo e commerciale della città. Dagli anni cinquanta il centro si è sviluppato in modo abnorme verso nord, saldandosi alla zona industriale ed alle frazioni più vicine (Passiano, Pregiato, Sant'Arcangelo). Sulle colline realizzano un'opposta corona semicircolare i restanti villaggi che, conservando la fisionomia degli antichi "casali", vivono in un leggero isolamento.

### Frazioni
In base allo statuto comunale di Cava de' Tirreni le frazioni sono attualmente 18. Ovvero:
- Alessia
- Annunziata
- Arcara
- Casaburi-Rotolo
- Castagneto
- Corpo di Cava
- Croce
- Dupino
- Marini
- Passiano
- Pregiato
- San Cesareo
- San Pietro
- Sant'Anna
- Sant'Arcangelo
- Santa Lucia
- Santa Maria del Rovo
- Santi Quaranta

Le frazioni sono diventate 17 con l'aggiunta di Sant'Anna, promozione che ha portato quest'ultima da località a frazione, istituita col la delibera G.C. n. 223 del 13/09/2018. In data 30/06/2020 è stata riconosciuta come frazione anche Santa Maria del Rovo, portando il numero delle frazioni a 18.

### Località
Oltre alle frazioni, il comune ha anche molte località, tra cui:
Bagnara, Borrello, Breccelle, Cafari, Caliri, Campitiello, Cannetiello, Capria, Casa Costa, Casa Gagliardi, Casa Milite, Caselle Superiori, Caselle Inferiori, Cesinola, Contrapone, Citola, Gaudio Maiori, La Torre, Li Curti, Maddalena, Mezzano, Monticelli, Novelluzza, Pella, Petraro San Giuseppe, Petraro Santo Stefano, Petrellosa, Pianesi, Pineta La Serra, Pregiatello, Quadruviale, San Felice, San Martino, San Giuseppe al Pennino, San Giuseppe al Pozzo, Sant'Anna Petrellosa, Sant'Antuono, Starza, Surdolo, Tolomei, Valle e Vetranto.

## Economia
L'economia della città si articola sui seguenti settori:

### Agricoltura
L’agricoltura cavese, inserita in una valle orientata da Nord a Sud, con i monti Lattari sul lato occidentale e su quello orientale un susseguirsi di colline, da monte Caruso fino a monte San Liberatore, con al centro il borgo di Cava, circondato da villaggi un tempo isolati, oggi in continua integrazione viaria ed edilizia con il centro cittadino.

#### Caratteristiche del territorio
I caratteri dell’attività primaria nella vallata sono stati da sempre condizionati, oltre che dal clima, dalla natura dei terreni, dalla acclività dei versanti e dalla loro esposizione. Più adatte alla viticoltura, olivicoltura e frutticoltura le zone orientali, con terreni silico-calcarei, brecciosi, poco spessi; invece più profondi e fertili quelli del versante occidentale, situati su pendii poco acclivi, con esposizione però meno favorevole.

#### Storia dell'agricoltura cavese
Fino all’avvento dell’Unità d’Italia diverse opere di miglioramento territoriale furono realizzate e fra esse la sistemazione del torrente Cavaiola, che trasporta le acque del versante settentrionale di Cava nel fiume Sarno. Furono introdotte nuove colture, fra le quali la robbia dei tintori (Rubia tinctorum), fu sviluppata la bachicoltura, avviata la coltivazione del tabacco, estesa quella delle patate e di diversi ortaggi, fra i quali il pomodoro. Tra i cereali venivano coltivati, oltre al grano, la segale - dominata localmente “jurmano” perché proveniente dalla Germania - l’orzo e l’avena, mentre le leguminose erano rappresentate da fave, ceci, fagioli, piselli. Nelle rotazioni aveva un posto importante la coltura autunnale della rapa da foraggio, dalle cui infiorescenze si ottenevano i broccoli. Non bisogna dimenticare che sino a tutto il 1700 le popolazioni campane (in particolar modo nell’entroterra napoletano) venivano qualificate come "mangiafoglie", data l’alimentazione prevalente di cavoli, verze, rape e pastinache.
Una descrizione delle produzioni locali verso la fine del 1700 trovasi nell’opera di Andrea Carraturo. Il testo si riferisce ad un periodo in cui il Comune di Cava comprendeva anche Vietri e Cetara e quindi tra i prodotti ottenuti vi erano compresi anche quelli ittici.
Le vicende che connotarono l’agricoltura salernitana furono condizionate da crisi economiche e da flagelli che colpirono alcune colture, come ad esempio l'oidio, peronospora e fillossera per la vite, peronospora per la patata, parassitosi varie per il baco da seta.
Le uve coltivate, talune di origine molto antica, erano il Piedirosso o Piede di Colombo, la Strepparossa, la Zuccherina, la Mangiottella, l’uva Tronta o San Francesco, l’uva Pane, qualche moscatello. Si diffuse, perché resistente alle citate avversità, l’Uva Isabella o Fragola. Fra le pere erano note la Vespona, la Spina, le Moscaelle, la Mastantuono, la pera Latte, la Carmosina, le pere Vierno; lentamente cominciarono ad essere allevate la Coscia e, più tardi, la Spadona. Le mele, non molto diffuse, erano: la Gelata, la Limoncella, qualche renetta introdotta durante la dominazione francese, tra le bianche; la Capacchiona, la Sergente e qualche Annurca tra le rosse. Le susine nostrane erano la Cerasa, la goccia d’oro, le pappagone, la francese Regina Claudia, chiamata anche Prungna Francia. Poco diffuse, a motivo del clima, le pesche, con la varietà Schiavone e Carra fiero, ed albicocche, mentre molto coltivati erano i fichi: dottato, troiano, polita, processata. I dottati, precoci e ricchi di zuccheri, venivano essiccati al sole di settembre.
Tra i frumenti erano diffusi la Bianchetto e carosello, poi nel primo ventennio del 1900 cominciarono ad essere coltivati il grano duro Cappelli e la saragolla, derivata dalla Sicilia. Le farine di queste ultime qualità erano molto adatte alla produzione di pasta, sia a livello casalingo che industriale. Diversi pastifici, tra i quali Apicella e Vitolo, producevano non solo per i fabbisogni cittadini ma anche per una modesta produzione. L’impiego di un olio di oliva quale condimento avveniva solo per le verdure crude e per qualche piatto freddo, giacché prevalentemente si utilizzavano grassi animali sotto diverse forme (lardi, sugna, ecc.). I residui della macellazione, anche casalinga, venivano inoltre trattati con soda per ottenere dei saponi.
Notizie ufficiali riferite ai primi del '900 riportavano che la superficie territoriale della città si aggirava sui 3600 ettari; dati riportati agli anni 30 riferiscono di una superficie agro-forestale di 3400 ettari: la parte urbana quindi consisteva in circa ettari.

#### Sviluppo delle coltivazioni di tabacco
Nel dopo guerra, Cava rispetto ad altri comuni aveva un numero di addetti alla produzione agricole relativamente basso. L'unica produzione che consentiva di superare tale realtà poco incline all'agricoltura era quella del tabacco, la cui coltivazione era stata avviata in tempi lontani con una nicoziana rustica denominata "erbasanta". Più tardi, nei migliori terreni di Cava ebbe inizio la coltivazione dei tabacchi da sigari Kentucky e Brasile, la cui cura, a fuoco diretto, di solito veniva realizzata nei sottotetti delle abitazioni rurali, nei quali, a volte, si svilupparono gravi incendi.
Nel 1933 c'erano 300 ettari destinati alla coltivazione di tabacco, che producevano intorno agli 8000 quintali di foglie gregge curate. La produzione di tali quantitativi richiedeva un'enorme quantità di lavoro che, nella grande maggioranza dei casi, veniva svolto dalle intere famiglie contadine, dal trapianto, alla raccolta, alle prime cure, che richiedevano la stesura delle foglie infilzate su cavalletti per lo stendaggio.

#### L'agricoltura recente
Fino agli anni ottanta del secolo scorso, la città (e specialmente le frazioni) aveva una vocazione prevalentemente agricola-zootecnica: il clima mite della vallata favoriva i raccolti di diverse colture ma nel periodo 1981-1991 le abitazioni aumentarono del 25%, mentre la superficie agricola diminuì di circa il 18%. Nel 1990 il censimento dell'agricoltura mise in evidenza una chiara tendenza del settore a perdere importanza nell'economia locale, questo fu confermato dal censimento del 2000, dove le aziende agricole risultarono essere 1290 e la superficie agraria utilizzabile era di 708 ettari. Attualmente si coltivavano in particolare legumi, broccoli e lattuga. Ma la produzione principe fino a pochi decadi fa era il tabacco, collegata ai due stabilimenti industriali del Monopolio di Stato presenti nella città, uno per la produzione di sigari (Manifattura Tabacchi) ed uno altro adibito al ritiro e prima trasformazione del tabacco (Agenzia Tabacchi); in forma molto ridotta, negli appezzamenti familiari di terreno si coltivano piccole quantità di tabacco, nonché il granturco e la verdura necessaria per il sostentamento. Il surplus viene venduto al mercato locale oppure in quello delle vicine città di Vietri e Nocera Inferiore.

#### Taglio del legname
Attività collaterale all'agricoltura e abbastanza diffusa è quella del taglio di legname. La vallata abbonda soprattutto di acacie (in dialetto i' pungient) e castagni: oltre alla legna da ardere, dai tronchi si ricava anche il carbone, tramite la tecnica del catuozzo, ovvero il processo di combustione lenta che porta alla carbonizzazione della legna.

### Allevamenti e settore caseario
Numerosi sono i caseifici presenti sul territorio metelliano, occupando una parte preponderante della forza lavoro dell’ambito gastronomico, scarso invece è l'allevamento: solo in alcune frazioni è tradizionale consuetudine avere uno o due capi di maiali o bovini, o dei polli, per il sostentamento familiare. Scompare quindi anche l'antica attività correlata a questo tipo di allevamento, ovvero l'usanza contadina di offrire il proprio toro da monta in cambio di denaro.

### Artigianato
L'artigianato nasce anticamente lungo il Borgo Scacciaventi dove si articolava da secoli l'artigianato cavese, il quale, spostandosi in più consoni laboratori artigianali, prospera con un gran numero di piccole e medie imprese nei comparti della plastica, dei materiali edili, dell'abbigliamento, dei manufatti in legno, oggetti in pelle, lavori in rame e ferro e, soprattutto, la ceramica, che è considerata la regina dell'artigianato cavese.

### Industria
Sulla porta nord della città, al confine con Nocera Superiore, è attiva una ricca zona industriale nella quale sono presenti impianti per la lavorazione di alimentari, soprattutto per quanto riguarda l'inscatolamento dei cibi, metalmeccanici, con specializzazioni in trattamento del ferro e alluminio, tessili, del mobile e del tabacco.
Riguardo quest'ultimo è da citare per rilevanza storico-economica la manifattura di sigari toscani, situata alle spalle della stazione ferroviaria.
Il comune, assieme con Vietri sul Mare, vanta una lunga tradizione della lavorazione della ceramica.

### Commercio
Cava è una cittadina dedita principalmente al commercio: molti sono i negozi di qualità (specialmente vestiario) sotto i porticati del centro storico. La vocazione commerciale cavese risale ai secoli XIV e XV.

### Turismo
La città nel 1928 diventa la prima città della Campania e la quinta in tutta Italia ad ottenere tramite con Decreto Ministeriale, il riconoscimento di stazione di soggiorno, di turismo e cura anche se è una nota meta di turismo già dal '800, dove la Guida Hachette relativa all'Italia meridionale, pubblicata nel 1969, riservò a Cava de' Tirreni ampio spazio di descrizione, presentandola con la ben nota impressione di viaggio di Paul Valéry:
Nel '800 gli stranieri, specialmente gli inglesi, "scoprirono" la Costiera amalfitana, la cui distanza dalla città era di soli tre chilometri, il che rendeva la sosta ancora più appetibile. Tuttavia fino al 1952 non esisteve una strada rotabile per la Costiera. Valerio Canonico, nelle sue "Noterelle", ricorda che "vi si accedeva a dorso di muli e di asini per una mulattiera" e le cavalcature venivano noleggiate a Cava.

## Infrastrutture e trasporti

### Strade

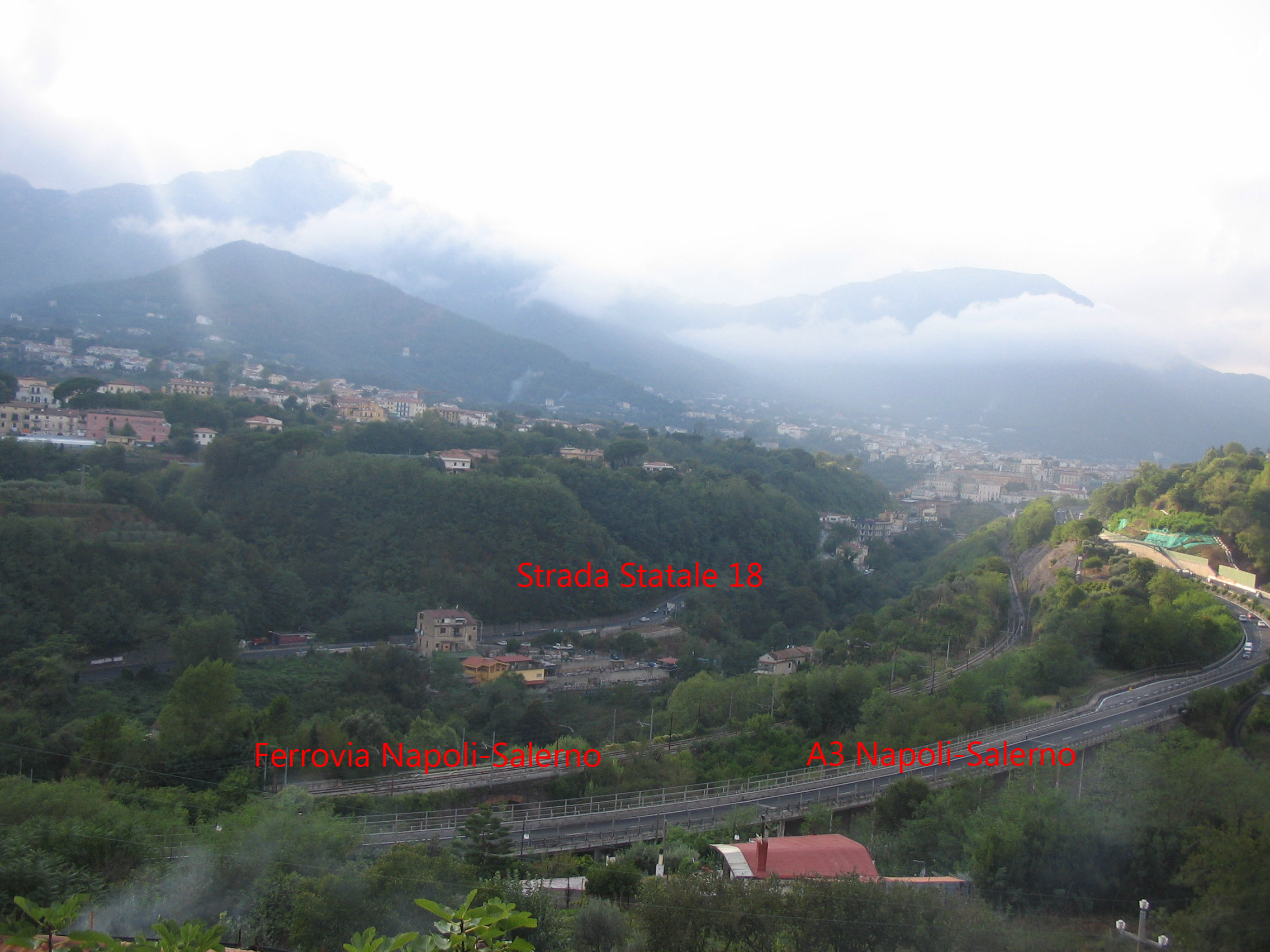
Strada Statale 18, Autostrada A3 Napoli-Salerno e Ferrovia Napoli-Salerno visti da Alessia

La città è attraversata dall'autostrada A3 Napoli-Salerno, facente parte della Strada europea E45.
Le strade statali e provinciali che passano per la città sono:
- Strada statale SS18
- Strada statale SS18dir della Badia di Cava
- Strada provinciale SP75
- Strada provinciale SP129a
- Strada provinciale SP129b
- Strada provinciale SP138
- Strada provinciale SP288
- Strada provinciale SP289
- Strada provinciale SP290
- Strada provinciale SP360
- Strada provinciale SP361
- Strada provinciale SP362
- Strada provinciale SP446

### Ferrovie

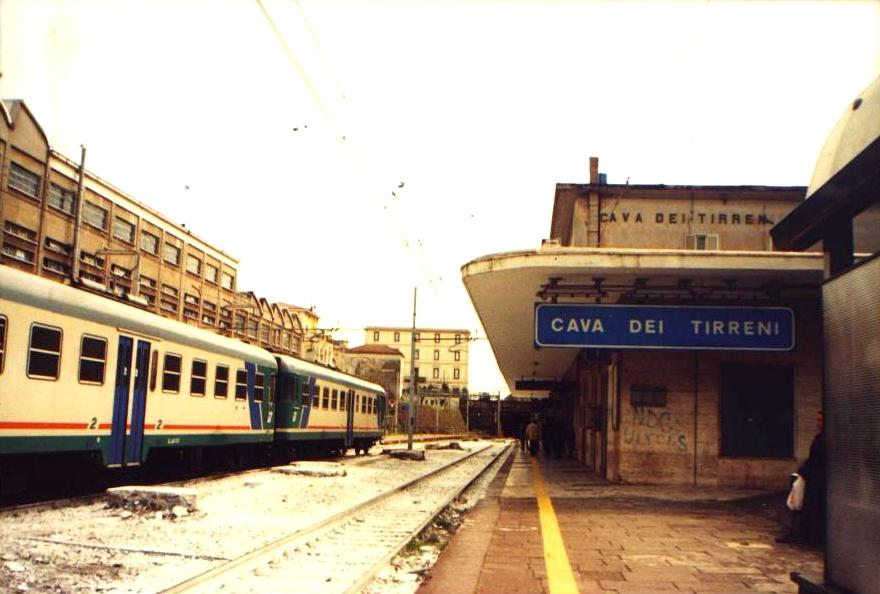
Stazione ferroviaria

La stazione di Cava de' Tirreni si trova sulla linea Napoli-Salerno, più precisamente sulla diramazione che da Nocera Inferiore porta al capoluogo provinciale. Questa tratta, precedentemente alla costruzione della "Galleria Santa Lucia", era la linea percorsa da tutti i treni (tra l'altro, non senza difficoltà fino a qualche decennio or sono, a causa della pendenza della linea che richiedeva l'intervento di locomotori ausiliari).
La stazione è servita da treni regionali svolti da Trenitalia nell'ambito del servizio stipulato con la Regione Campania.

### Mobilità urbana
Il trasporto pubblico urbano e suburbano è garantito dalla società Busitalia Campania (ex CSTP), il quale collega Cava a tutte le città limitrofe, oltre a collegare il centro con le numerose frazioni.
Il trasporto pubblico per distanze maggiori sono invece garantiti da Sita Sud.
Fra il 1911 e il 1939 Cava de' Tirreni fu servita dalla tranvia Salerno-Pompei, esercita dalla società Tranvie Elettriche della Provincia di Salerno (TEPS).

## Amministrazione
| Periodo        | Periodo        | Primo cittadino                      | Partito                               | Carica      | Note |
| -------------- | -------------- | ------------------------------------ | ------------------------------------- | ----------- | ---- |
| gennaio 1924   | luglio 1924    | Alberto Fico                         |                                       | Commissario |      |
| luglio 1924    | agosto 1924    | Eugenio Rossi Marcelli               |                                       | Commissario |      |
| settembre 1924 | ottobre 1935   | Arturo Della Monica                  | Partito Nazionale Fascista            | Podestà     |      |
| ottobre 1935   | febbraio 1936  | Carlo Villasanta e Arturo Incoronato | Partito Nazionale Fascista            | Podestà     |      |
| marzo 1936     | agosto 1939    | Enrico Papa                          | Partito Nazionale Fascista            | Podestà     |      |
| agosto 1939    | novembre 1941  | Francesco Accinni                    | Partito Nazionale Fascista            | Podestà     |      |
| agosto 1939    | novembre 1941  | Francesco Accinni                    | Partito Nazionale Fascista            | Podestà     |      |
| novembre 1941  | maggio 1942    | Giuseppe Salsano                     | Partito Nazionale Fascista            | Podestà     |      |
| giugno 1942    | maggio 1943    | Giulio Parisio                       | Partito Nazionale Fascista            | Podestà     |      |
| giugno 1943    | febbraio 1944  | Pietro De Ciccio                     |                                       | Commissario |      |
| marzo 1944     | giugno 1946    | Pietro De Ciccio                     |                                       | Sindaco     |      |
| giugno 1946    | ottobre 1946   | Emanuele Cotugno                     |                                       | Commissario |      |
| novembre 1946  | febbraio 1947  | Goffredo Sorrentino                  | Democrazia Cristiana                  | Sindaco     |      |
| febbraio 1947  | maggio 1952    | Gaetano Avigliano                    | Democrazia Cristiana                  | Sindaco     |      |
| maggio 1952    | giugno 1954    | Luigi Formosa                        | Democrazia Cristiana                  | Sindaco     |      |
| giugno 1954    | novembre 1958  | Eugenio Abbro                        | Democrazia Cristiana                  | Sindaco     |      |
| novembre 1958  | dicembre 1960  | Raffaele Clarizia                    | Democrazia Cristiana                  | Sindaco     |      |
| dicembre 1960  | 1965           | Eugenio Abbro                        | Democrazia Cristiana                  | Sindaco     |      |
| 1965           | novembre 1970  | Eugenio Abbro                        | Democrazia Cristiana                  | Sindaco     |      |
| 1970           | 1973           | Vincenzo Giannattasio                | Democrazia Cristiana                  | Sindaco     |      |
| aprile 1974    | giugno 1975    | Diego Ferraioli                      | Democrazia Cristiana                  | Sindaco     |      |
| settembre 1975 | gennaio 1978   | Andrea Angrisani                     | Democrazia Cristiana                  | Sindaco     |      |
| maggio 1978    | luglio 1978    | Bruno Lamberti                       | Democrazia Cristiana                  | Sindaco     |      |
| agosto 1978    | dicembre 1978  | Giuseppe Sammarco                    | Indipendente                          | Sindaco     |      |
| gennaio 1979   | gennaio 1981   | Federico De Filippis                 | Democrazia Cristiana                  | Sindaco     |      |
| gennaio 1981   | maggio 1981    | Eugenio Abbro                        | Democrazia Cristiana                  | Sindaco     |      |
| maggio 1981    | ottobre 1983   | Andrea Angrisani                     | Democrazia Cristiana                  | Sindaco     |      |
| ottobre 1983   | 1988           | Eugenio Abbro                        | Democrazia Cristiana                  | Sindaco     |      |
| 1988           | gennaio 1993   | Eugenio Abbro                        | Democrazia Cristiana                  | Sindaco     |      |
| giugno 1993    | aprile 1997    | Raffaele Fiorillo                    | Partito Democratico della Sinistra-DS | Sindaco     |      |
| aprile 1997    | maggio 2001    | Raffaele Fiorillo                    | Partito Democratico della Sinistra-DS | Sindaco     |      |
| maggio 2001    | luglio 2005    | Alfredo Messina                      | Centro Cristiano Democratico          | Sindaco     |      |
| luglio 2005    | maggio 2006    | Antonio Reppucci                     |                                       | Commissario |      |
| maggio 2006    | dicembre 2009  | Luigi Gravagnuolo                    | Democratici di Sinistra               | Sindaco     |      |
| gennaio 2010   | marzo 2010     | Salvatore Grillo                     |                                       | Commissario |      |
| marzo 2010     | maggio 2015    | Marco Galdi                          | Il Popolo della Libertà               | Sindaco     |      |
| maggio 2015    | settembre 2020 | Vincenzo Servalli                    | Partito Democratico                   | Sindaco     |      |
| settembre 2020 | in carica      | Vincenzo Servalli                    | Partito Democratico                   | Sindaco     |      |

### Gemellaggi[26]
- Schwerte, dal 1982
- Pittsfield, dal 1986[27]
- Gorzów Wielkopolski, dal 1992
- Kaunas, dal 2007
- Cuacos de Yuste, dal 2020[28]
- Veria, dal 2024

## Sport

### Calcio
La società calcistica principale del Comune è la Cavese 1919, fondata nel 1919 e che ha disputato campionati di Serie B, Serie C e Serie D. Nella stagione 2024/2025 milita nel campionato di Serie C. 

### Nuoto
La società A.S.D. CAVASPORTS pratica attività di nuoto, pallanuoto e nuoto per salvamento presso la piscina comunale.
Ha raccolto l'eredità del Nuoto Club Cava, nelle cui giovanili iniziarono l'attività agonistica i fratelli Trapanese, l'olimpionico Paolo ed Antonio.

### Pallacanestro
La città è maggiormente rappresentata nella pallacanestro dall'associazione sportiva dilettantistica Cava Basket, nata nel 2010, che nella stagione 2014-15 si aggiudica la vittoria nel Girone D del campionato di Prima Divisione, che le vale una storica promozione, che nella cittadina metelliana mancava da 17 anni, nel campionato di Promozione. La cittadina, legata da tempo a questo sport, è inoltre rappresentata dall'Accademia Cavese dello Sport, militante nel campionato di Prima Divisione e dalle società di pallacanestro giovanile, Ginnica Basket Cava e Centro Minibasket CSI.

### Pallavolo
La città è rappresentata, in ambito maschile dalla società Pianeta Sport Volley ASD che disputa il campionato di serie D.
Altra società pallavolistica cavese è quella dell'Associazione Sportiva Dilettantistica Cava de' Tirreni.

### Attività dilettantistica
Il C.S.I. Cava de' Tirreni, è un comitato di associazione di promozione sportiva che svolge attività dilettantistica su tutto il territorio cittadino.
Ogni anno dal 1970, il 1º maggio, si corre la Scetajorde, una manifestazione sportiva destinata a tutti, che attraversa le vie della città.
Ogni anno, verso la metà di settembre, si disputa la Podistica S.Lorenzo, gara internazionale di corsa che si snoda su un percorso di 7,8 km che collega il centro della città con le frazioni.
Ogni anno, viene organizzato il torneo di calcio a 11 Città di Cava de'Tirreni. La vincitrice compete per la fase regionale prima, interregionale e infine nazionale (se vengono superate tutte le fasi). I Pianesi Calcio per ben due volte sono riusciti a partecipare alla fase nazionale, Chianciano Terme nel 2009 e Salsomaggiore nel 2011.

### Ciclismo
Per tre volte Cava de' Tirreni è stata sede di arrivo di una tappa del Giro d'Italia, la prima nel 1984, l'ultima nel 2010.
- 1984 9ª tappa Agropoli-Cava de'Tirreni, vinta da Dag Erik Pedersen;
- 1997 8ª tappa Mondragone-Cava de'Tirreni, vinta da Mario Manzoni;
- 2010 9ª tappa Frosinone-Cava de'Tirreni, vinta da Matthew Harley Goss.

La tappa del 24 maggio 1997 fu caratterizzata dall'arrivo in grave ritardo di Marco Pantani a causa di una caduta lungo la costiera amalfitana che lo costrinse ad abbandonare il Giro.

### Impianti sportivi
Tra le principali strutture sportive presenti a Cava de'Tirreni vi sono:
- stadio “Simonetta Lamberti” (calcio ed atletica leggera);
- campo “Antonio Desiderio”[35] (calcio, rugby - in erba sintetica);
- campo sportivo di San Pietro (calcio - in terra battuta);
- campo sportivo di Santa Lucia (calcio - in erba sintetica);
- piscina comunale (nuoto, pallanuoto, nuoto per salvamento);
- centro sportivo ex Velodromo (calcio, pallacanestro, pallavolo, attività ricreative varie);
- campo “Club Universitario Cavese” (pallacanestro);
- campo “Social Tennis Club” (tennis).